# Odontocera bilobata
Odontocera bilobata là một loài bọ cánh cứng trong họ Cerambycidae.